# Taps Sogn
Taps Sogn (deutsch Taps) ist eine Kirchspielsgemeinde (dän.: Sogn) im südlichen Dänemark. Bis 1970 gehörte sie zur Harde Nørre Tyrstrup Herred im damaligen Vejle Amt, danach zur Christiansfeld Kommune im erweiterten Sønderjyllands Amt, die im Zuge der  Kommunalreform zum 1. Januar 2007 in der „neuen“  Kolding Kommune in der Region Syddanmark aufgegangen ist.
Im Kirchspiel leben 644 Einwohner, davon 315 im Kirchdorf (Stand:1. Januar 2025). Im Kirchspiel liegt die Kirche „Taps Kirke“ mit Felsritzungen (drei Radkreuze) in eingemauerten Steinen, ähnlich wie in moderner Form der Hjallese kirke in Odense.
Nachbargemeinden sind im Norden Vonsild Sogn, im Osten Vejstrup Sogn, im Süden Tyrstrup Sogn und Frørup Sogn und im Westen Ødis Sogn.